# Stephanie Rice
Stephanie Rice (Brisbane, 17 giugno 1988) è un'ex nuotatrice australiana, vincitrice di tre medaglie d'oro ai Giochi Olimpici di Pechino nel 2008.

## Carriera
Il 22 marzo 2008 stabilì il nuovo primato del mondo nei 400 misti nuotando in 4'31"46 nel corso della prima giornata dei campionati nazionali a Sydney. La Rice migliorò di 1"43 il vecchio primato sulla distanza stabilito nel 2007 da Katie Hoff ai Mondiali di Melbourne del 2007.

Il 25 marzo stabilì poi anche il nuovo record mondiale dei 200 m misti, nuotando in 2'08"92 e migliorando di 8 decimi il record precedente di Wu Yanyan, vecchio di 11 anni. Poco prima dei Giochi, Katie Hoff riconquistò il record mondiale dei 400 misti, vincendo ai trials americani con il tempo di 4:31.12.
Alle Olimpiadi di Pechino, Stephanie Rice e Katie Hoff partivano come grandi favorite nei 400 misti. L'americana era stata più veloce in batteria, ma nella finale Stephanie Rice, in testa alla gara fin dall'inizio, vinse la medaglia d'oro con il nuovo record mondiale di 4:29.45, prima donna nella storia sotto i 4:30. Al secondo posto giunse Kirsty Coventry dello Zimbabwe, con 4:29.89, mentre Katie Hoff arrivò solo con 4:31.71.
Nella finale dei 200 metri misti, il 13 agosto, la Rice era la favorita, e le sue principali rivali erano Kisty Coventry e la statunitense Natalie Coughlin. La Rice e la Coventry lottarono per la vittoria fino agli ultimi metri, e la Rice, infine, vinse con il tempo di 2:08.45, abbassando di 47/100 il record del mondo che lei stessa possedeva. Kirsty Coventry fu seconda in 2:08.59 e terza, con 2:10.34, Natalie Coughlin.
La terza medaglia d'oro della Rice venne dalla staffetta 4x200 metri stile libero. Le americane partivano come grandi favorite, tuttavia l'Australia dominò la gara dal principio, vincendo in 7:44.31, quasi sei secondi sotto il record del mondo che apparteneva agli Stati Uniti. Stephanie Rice nuotò in prima frazione, e il resto della squadra era composta da Bronte Barratt, Kylie Palmer e Linda Mackenzie. La medaglia d'argento andò alla Cina e il bronzo agli Stati Uniti.
Ai mondiali del 2009 a Roma la Rice arrivò seconda nei 200 misti, battuta dalla statunitense Ariana Kukors, che con il tempo di 2'07"03 le strappò anche il record mondiale. Nei 400 misti fu invece terza, dietro all'ungherese Katinka Hosszú e alla Coventry, mantenendo però il record mondiale stabilito l'anno precedente, che verrà poi battuto solo nel 2012 dalla cinese Ye Shiwen alle Olimpiadi Londra.
Ai Campionati mondiali di nuoto 2011 la Rice tornò alle gare dopo un'assenza di due anni, arrivando quarta nei 200 misti e vincendo la medaglia di bronzo nei 400 misti.
Ai giochi di Londra la Rice rimase ai piedi del podio nel 200 misti e giunse solo sesta nei 400, nella gara dove la Ye Shiwen le tolse il record mondiale con il tempo di 4'28"43 e dove lei nuotò in 4'35"49, tempo lontano dal suo precedente record fatto registrare quattro anni prima a Pechino.
Nel 2008 Stephanie Rice fu nominata nuotatrice dell'anno dalla rivista Swimming World Magazine.

## Vita personale
La Rice è stata legata sentimentalmente con il nuotatore australiano primatista mondiale dei 100sl Eamon Sullivan. Conclusero il loro rapporto durato due anni nel luglio 2008, poco prima delle Olimpiadi di Pechino. La coppia viveva in diversi Stati dell'Australia e disse che lo stress di vivere così lontani e le Olimpiadi imminenti causarono la separazione, nonostante abbia ammesso che sono rimasti buoni amici. Nel 2010, il suo sponsor, la Jaguar Australia, ruppe il contratto con l'atleta per una sua frase su twitter giudicata omofoba; dopo una vittoria dell'Australia contro il Sudafrica in un incontro di rugby infatti, apostrofò sul social network gli Springboks come "froci", causando innumerevoli proteste nelle comunità gay. La Rice chiese scusa giustificandosi con l'eccitazione del momento, tuttavia la casa automobilistica non tornò sui suoi passi e chiese anche la restituzione della Jaguar XF prestata alla Rice qualche mese prima

## Palmarès
- Olimpiadi

Pechino 2008: oro nei 200m misti, nei 400m misti e nella 4x200m sl.
- Mondiali

Melbourne 2007: bronzo nei 200m misti e nei 400m misti
Roma 2009: argento nei 200m misti e nella 4x100m misti e bronzo nei 400m misti.
Shanghai 2011: bronzo nei 400m misti e nella 4x100m misti.
- Giochi PanPacifici

Victoria 2006: bronzo nei 200m misti e nei 400m misti
- Giochi del Commonwealth

Melbourne 2006: oro nei 200m misti e nei 400m misti

## Riconoscimenti
- World Swimmer of the Year: 2008
- Pacific Rim Swimmer of the Year: 2008